# نشانه کاروایو
نشانه کاروایو (انگلیسی: Carvallo's sign) نشانه‌ای بالینی است که در افراد مبتلا به نارسایی دریچهٔ سه‌لتی (تری‌کوسپید) یافت می‌شود. سوفل پان‌سیستولی این بیماران با انجام دَم بلندتر شنیده می‌شود و این موضوع سبب می‌شود که پزشک بتواند آن را از نارسایی دریچه میترال افتراق دهد. این نشانه نامش را از خوزه مانوئل ریورو کاروایو می‌گیرد.